# كأس تونس 1990–91
كأس تونس لكرة القدم 1990-1991 هو الموسم رقم 35 منذ الاستقلال وال60 منذ إنشائه من كأس تونس لكرة القدم.

فاز بهذا الموسم الترجي الرياضي التونسي، وجاء ثانيا النجم الرياضي الساحلي.

## روابط خارجية
- الموقع الرسمي للجامعة التونسية لكرة القدم.